# Täter (Strafrecht)
Täter einer Straftat ist nach § 25 Abs. 1 1. Alt. StGB, wer die Straftat selbst begeht. In § 25 Abs. 1 2. Alt StGB ist die mittelbare Täterschaft geregelt, bei der der Täter sich zur Tatausführung eines anderen Menschen als Werkzeug bedient.
Ein Verdächtiger wird abhängig vom aktuellen Verfahrensfortgang bezeichnet als Beschuldigter, Angeschuldigter, Angeklagter und erst nach Verurteilung als Täter. 

## Feststellung der Täterschaft
Problematisch kann in manchen Fällen die Abgrenzung zwischen Täterschaft und Teilnahme (also Anstiftung und Beihilfe) sein. Die Rechtsprechung grenzt dabei vorrangig nach subjektiven Kriterien ab. Täter ist danach, wer die Tat als eigene will, also mit Täterwillen (animus auctoris) handelt. Als Teilnehmer wird dagegen bezeichnet, wer sie lediglich als fremde will (animus socii).
Dies führte allerdings dazu, dass sich der Bundesgerichtshof vom Wortlaut des Gesetzes löste. Er verurteilte in der sogenannten Staschinski-Entscheidung einen Agenten des KGB, der in Deutschland mehrere Menschen getötet hatte, lediglich wegen Beihilfe zu einem Tötungsdelikt, da dieser behauptet hatte, die Tat nicht als eigene gewollt zu haben. Gegenteiliges konnte ihm nicht nachgewiesen werden.
Danach vollzog die Rechtsprechung eine Wende und orientierte sich mehr in die Richtung, die in der Fachliteratur vertreten wird. Danach ist Täter, wer die Tatherrschaft hat. Umstritten ist dabei, ob eine Gestaltungsmacht ausreichend ist (die z. B. auch der nur im Hintergrund tätige Bandenchef hat) oder ob ein Täter nur sein kann, wer „Tatausführungsherrschaft“ hat, also bei Tatbegehung vor Ort ist und das Geschehen in den Händen hält. Auch wenn die Rechtsprechung im Ergebnis häufig zu demselben Ergebnis kommt, verfolgt sie weiterhin ihren subjektiven Ansatz; für sie ist Tatherrschaft lediglich ein Indiz dafür, dass der Betreffende mit Täterwillen (animus auctoris) handelte.

## Formen der Täterschaft
Das Gesetz unterscheidet drei verschiedene Formen der Täterschaft: Unmittelbare, mittelbare und Mittäterschaft. Daneben gibt es auch noch den gesetzlich nicht geregelten Begriff der Nebentäterschaft.

### Unmittelbarer Täter
Nach § 25 Abs. 1, 1. Alt. StGB ist (unmittelbarer) Täter, wer die Straftat selbst begeht. Dies hängt maßgeblich von der Verwirklichung des objektiven (z. B. Wegnahme einer Sache) sowie des subjektiven Tatbestandes (z. B. Zueignungsabsicht) einer Strafnorm ab.

### Mittelbarer Täter

#### Voraussetzungen
Mittelbarer Täter ist gemäß § 25 Abs. 1, 2. Alt. StGB, wer eine Straftat „durch“ einen anderen begeht. Man hat ihn sich vorzustellen als den „überlegenen Hintermann“, der sich eines „Werkzeugs“ bedient, um einen tatbestandlich relevanten Erfolg zu erzielen. Auch der mittelbare Täter muss aber die notwendige Täterqualifikation haben (z. B. Amtsträgereigenschaft bei Falschbeurkundung im Amt nach § 348 StGB). Der andere muss als Werkzeug des Hintermannes („Vordermann“) tätig werden, denn die Tatherrschaft übt der „Hintermann“ aus.
Hinsichtlich der Tatherrschaft sind bei der mittelbaren Täterschaft die Fallgruppen der Irrtumsherrschaft, der Nötigungsherrschaft und der Organisationsherrschaft anerkannt; umstritten ist, ob es darüber hinaus auch eine Fallgruppe der normativen Tatherrschaft gibt.
Regelmäßig wird verlangt, dass derjenige, der als Werkzeug fungiert, ein „Strafbarkeitsdefizit“ hat. Ihm darf sein Verhalten strafrechtlich nicht vorgeworfen werden können, sei es, weil er tatbestandslos (undolos/absichtslos), rechtmäßig oder schuldlos handelte. Dies ist beispielsweise der Fall, wenn der mittelbare Täter einen gutgläubigen Passanten bittet, „seinen“ Koffer aus dem Taxi zu nehmen, der in Wirklichkeit einem Dritten gehört. In diesem Fall handelte das Werkzeug unvorsätzlich.
Umstritten ist, ob es auch einen „Täter hinter dem Täter“ geben kann, ob mittelbare Täterschaft also auch möglich ist, wenn das Werkzeug voll verantwortlich handelt. Der Bundesgerichtshof hat dies bisher nur in zwei Situationen angenommen: bei organisierten Machtapparaten, die erhebliche Organisationsstrukturen aufweisen (Mafia, das nationalsozialistische sowie das DDR-Regime), sowie dann, wenn der Täter in einem vermeidbaren Verbotsirrtum handelt (Katzenkönigfall). Darüber hinaus wird in der Literatur noch vertreten, dass ein solcher Fall ebenfalls vorliegt, wenn der unmittelbare Täter über seinen konkreten Handlungssinn getäuscht wird. Ein Beispiel dafür wäre ein indirekter Einbruch in eine fremde Wohnung mit Hilfe eines herbeigerufenen Schlossers für Notöffnungen, wenn der Auftraggeber dem Monteur fälschlicherweise glaubhaft machen konnte, dass es sich um seine eigene Wohnung handelt.
In der Literatur wird eine mittelbare Täterschaft in Form des Täters hinter dem Täter auch für Fälle diskutiert, in denen der Vordermann sich zwar bewusst ist, strafbares Unrecht zu begehen, durch den Hintermann aber über einzelne Tatumstände getäuscht wird, beispielsweise über den Wert einer Sache bei einer Sachbeschädigung.

#### Rechtsfolgen bei Irrtümern
Bezüglich des subjektiven Tatbestandes des Delikts müssen beim mittelbaren Täter Vorsatz und das Bewusstsein der Ausübung von Tatherrschaft sowie der mangelnden Verantwortlichkeit des „Vordermannes“ vorliegen. An diese Konstellation knüpfen sich gelegentlich Irrtumsfragen an. Geht nämlich der Hintermann irrig davon aus, dass der Vordermann selbst schuldhaft handle (Irrtum bezüglich Schuld des Werkzeugs), kann er zur begangenen Tat nur wegen Anstiftung (§ 26 StGB) belangt werden, weil nur Anstiftungsvorsatz bestand. Gleiches gilt, wenn genau andersherum, beim Hintermann ein Irrtum über die Schuld des Werkzeugs vorliegt, dieser also irrig davon ausgeht, dass der Vordermann schuldlos handelte, denn objektiv liegt nur Anstiftung vor. Der Irrtum über Vorsatz des Werkzeugs führt zur versuchten Anstiftung, § 30 StGB. Auch dieser Fall ist andersherum denkbar: Der Hintermann nimmt irrtümlich an, das Werkzeug handele gutgläubig. Da es wieder an der Tatherrschaft fehlt, wenn der Vordermann tatsächlich bösgläubig ist, kommt eine Bestrafung aus vollendeter Anstiftung (§ 26 StGB) in Betracht.

### Mittäter

#### Voraussetzungen
Mittäter gemäß § 25 Abs. 2 StGB sind Täter, die eine Tat gemeinschaftlich begehen. Dies setzt voraus, dass die Täter auf Grund eines gemeinsamen Tatplanes tätig werden. Erforderlich hierfür ist ein bewusstes (kognitives Element) und gewolltes (voluntatives Element) Zusammenwirken zur Verwirklichung des Tatplans. Dass zwei Täter lediglich zufällig am gleichen Tatort Straftaten verüben, gegebenenfalls bei gleicher Objektsbezogenheit, reicht dagegen nicht aus.
Mittäterschaft erfordert allerdings nicht, dass jeder der Täter den objektiven Tatbestand der Strafnorm unmittelbar selbst erfüllt. Funktionelle Tatherrschaft reicht aus, wenn sein Beitrag im Rahmen der arbeitsteiligen Verwirklichung des Tatbestandes eine Zurechnung der Gesamttat rechtfertigt. Zurechenbar sind alle Unterstützungs- oder Vorbereitungshandlungen, die die Tatausführung ermöglichen. Nach den Lehren zur Tatherrschaft lenkt der sich die Tat im Übrigen aneignende Täter planvoll das Geschehen oder gestaltet es in funktioneller Hinsicht mit. Letztlich bedarf es im Ergebnis der Erfüllung aller Merkmale des objektiven Tatbestandes.
Für den subjektiven Tatbestand, Vorsatz und Absicht bezüglich der verwirklichten Tatbestandsmerkmale, müssen diese bei jedem Mittäter in eigener Person vorliegen beziehungsweise kraft Zurechnungswillens verwirklicht sein. Subjektiv zugerechnet werden können einem Mittäter nur diejenigen Straftaten, auf die er sich „vollumfänglich eingelassen“ hat. Daraus folgt, dass besondere subjektive Tatbestandsmerkmale nicht wechselseitig zugerechnet werden, z. B. die tatbezogene Zueignungsabsicht bei Diebstahl § 242 StGB oder die täterbezogenen Mordmerkmale der Gruppen 1 und 3 des § 211 StGB.
Sukzessive Mittäterschaft liegt vor, wenn sich die Person erst nach Beginn der Ausführungshandlung zwecks gemeinsamer Tatausführung mit dem anderen Täter verbindet und mit ihm in wechselseitigem Einverständnis weiter handelt.

#### Rechtsfolgen
Die Haftung der Täter besteht im Rahmen des gemeinsamen Tatplans. Geht ein Täter über den gemeinsamen Tatplan hinaus (Mittäterexzess), sind die anderen für diese Tat keine Mittäter. Ein error in persona vel obiecto, die Verwechslung der Identität des Opfers, ist bei Gleichwertigkeit der Tatobjekte nach herrschender Lehre und Rechtsprechung auch für den Mittäter unbeachtlich.

### Nebentäter
Den Begriff des Nebentäters kennt das StGB nicht. Nebentäter sind Täter, die unabhängig voneinander dasselbe Rechtsgut angreifen. Zu unterscheiden sind hierbei Nebentäter bei kumulativer und bei alternativer Kausalität. Kumulative Kausalität liegt vor, wenn die Tatbeiträge der beiden Täter nur gemeinsam zum Erfolg führten, z. B. weil verabreichtes Gift in der jeweiligen Dosierung allein nicht tödlich gewirkt hätte. Alternative Kausalität liegt vor, wenn der tatbestandliche Erfolg zwar eingetreten wäre, wenn man den Tatbeitrag jeweils eines Täters wegdenkt, aber nicht beide Tatbeiträge weggedacht werden können, ohne dass der konkrete Erfolg ausbleibt. In diesem Fall (z. B. jeder verabreicht dem Opfer eine tödliche Dosis Gift) könnte sich jeder Täter darauf berufen, dass sein Handeln nicht kausal für den Erfolg geworden ist, was seine Strafbarkeit ausschließen würde. Dies wird jedoch allgemein abgelehnt.
Die Nebentäterschaft kennzeichnet damit nur besondere Fälle der Täterschaft, die für die strafrechtliche Beurteilung eines Verhaltens nicht unbedingt einer besonderen Bezeichnung bedurft hätten.

## Ordnungswidrigkeitenrecht
Im Ordnungswidrigkeitenrecht geht man vom Einheitstäterprinzip aus. Jeder, der an einer Ordnungswidrigkeit ursächlich mitgewirkt hat, wird als Täter angesehen (vgl. § 14 OWiG).

## Verkehrsrecht
Auch im Verkehrsrecht geht der Gesetzgeber vom Einheitstäterprinzip aus. Die meisten Delikte werden ohnehin fahrlässig begangen und somit scheidet hier eine Abstufung der Täterschaft aus.
Allerdings gibt es Delikte, in denen die Teilnahme zum Tatbestandsmerkmal erhoben wurde. Wer als Halter eines Kraftfahrzeuges eine Person ohne Fahrerlaubnis mit seinem Fahrzeug fahren lässt, wird wegen Zulassens zum Fahren ohne Fahrerlaubnis bestraft (vgl. § 21 StVG).